# Melanozosteria obscura
Melanozosteria obscura es una especie de cucaracha terrestre del género Melanozosteria, tribu Polyzosteriini, subfamilia Polyzosteriinae. Fue descrita científicamente por Tepper en 1893.

## Distribución
Se distribuye por Oceanía: Australia (Territorio del Norte, Australia Meridional y Occidental).